# کنده-آن-بری
کُنده-آن-بری (به فرانسوی: Condé-en-Brie) یک کمون در فرانسه است که در انه واقع شده‌است.

## خصوصیات
کُنده-آن-بری ۴٫۵۶ کیلومترمربع مساحت و ۶۵۸ نفر جمعیت دارد و ۸۳ متر بالاتر از سطح دریا واقع شده‌است.